# Tuchořice
Obec Tuchořice se nachází v okrese Louny, kraj Ústecký. Žije zde 705 obyvatel. Na severním okraji vesnice se nachází přírodní památka Miocenní sladkovodní vápence a na východním pak přírodní památka Travertinová kupa.

## Historie

Intravilán Tuchořic na mapě prvního vojenského mapování z roku 1765

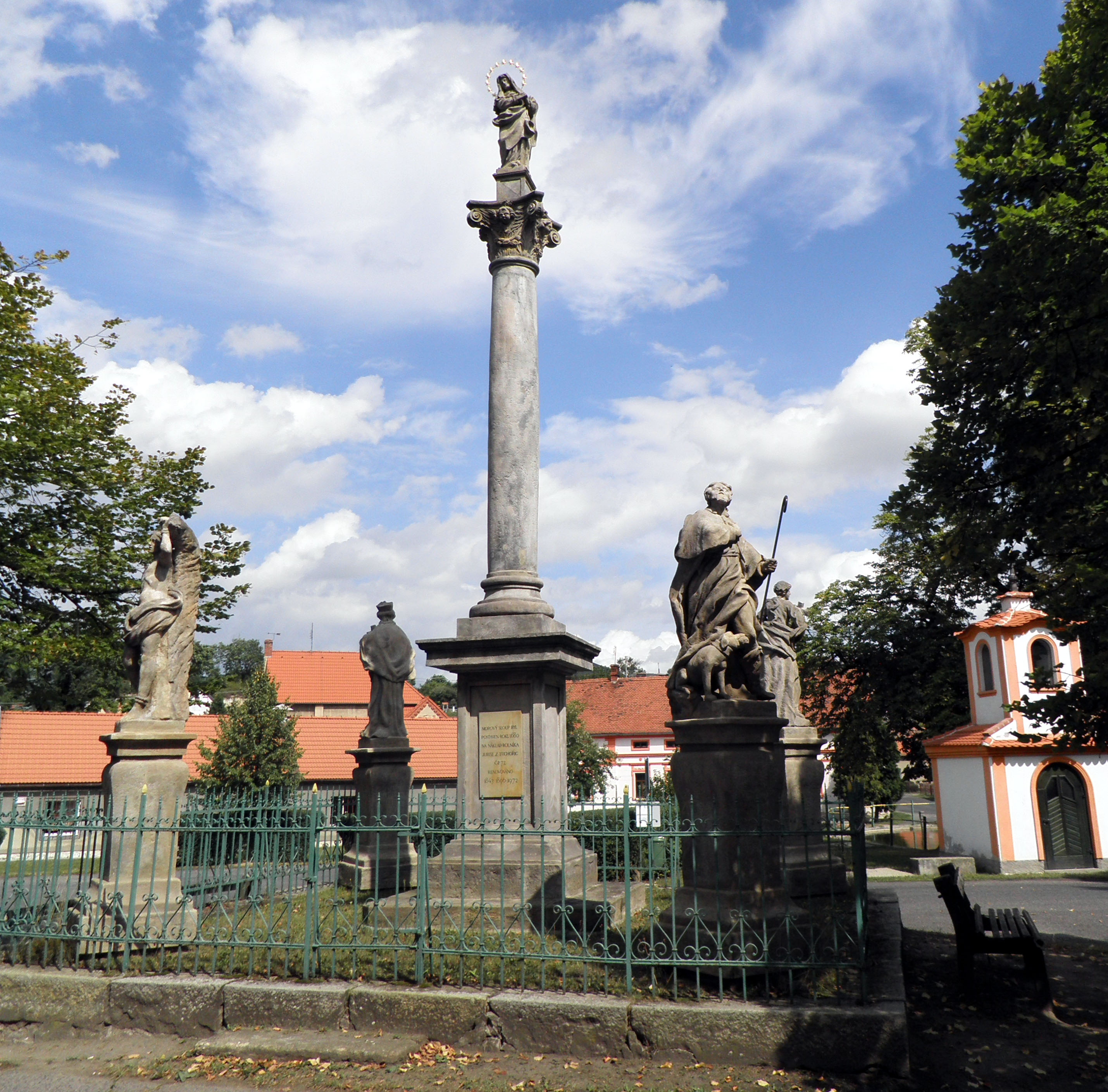
Morový sloup

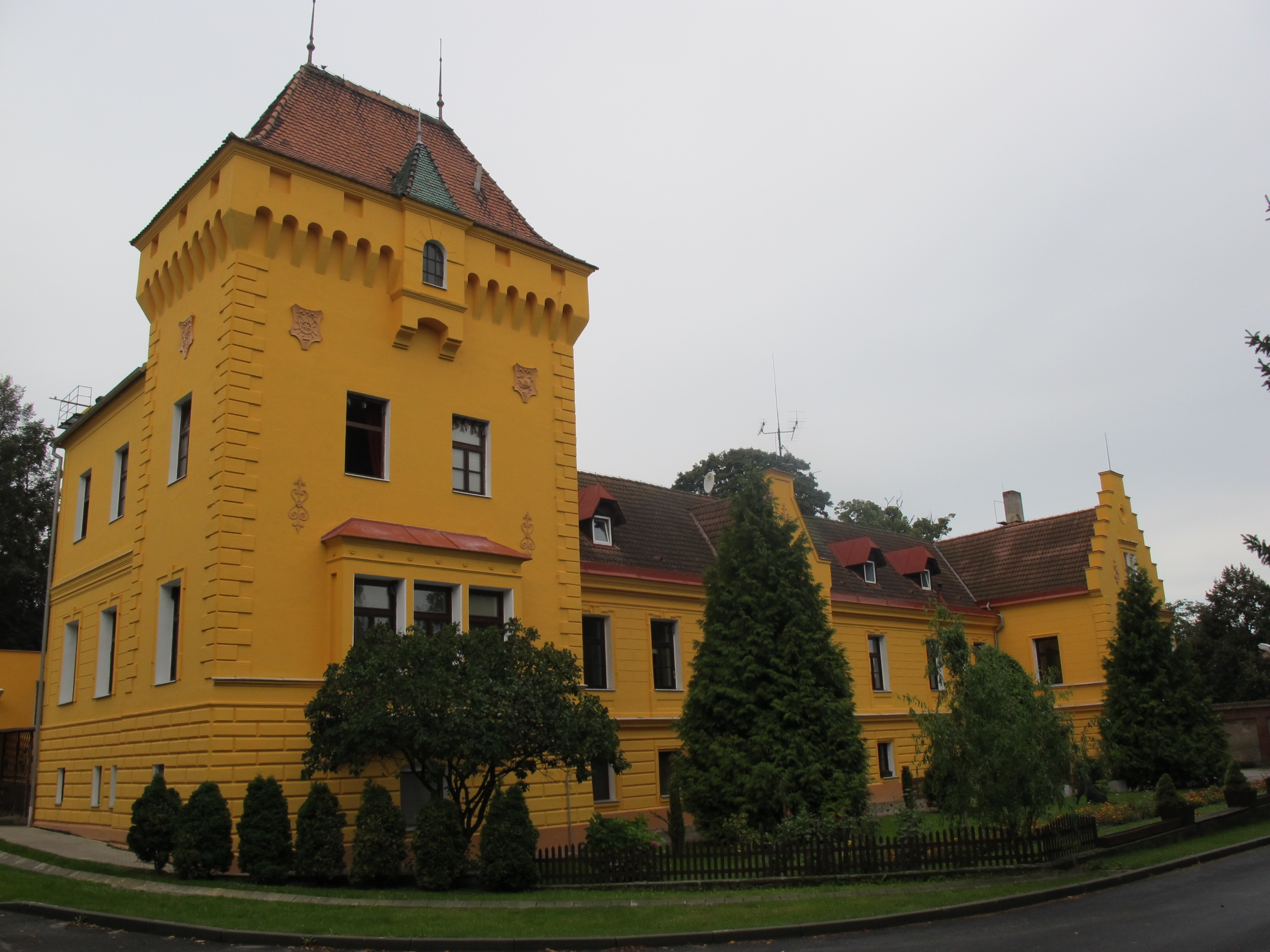
Zámek, dnes sídlo Domova bez zámků

První písemná zmínka o obci pochází z roku 1239. Na listině, vydané králem Václavem I. pro cisterciácký klášter v Oseku, se jako jeden ze svědků objevuje Adam s přídomkem „ex Thuhoriz“. Rytíři z Tuchořic vlastnili svou rodovou vesnici přibližně do roku 1519. Někdy před tímto rokem ji Radslav z Tuchořic prodal. Do začátku třicetileté války se ve vlastnictví Tuchořic vystřídalo několik šlechtických rodů. Nejznámější z nich byli Lobkovicové, Vchynští a Kaplířové ze Sulevic.
Rytíři z Tuchořic měli ve středověku patronátní právo k farnímu kostelu v sousedních Liběšicích. V roce 1405 založili nadaci na zřízení oltáře, zasvěcenému Panně Marii, a na výživu kostelníka, který o něj pečoval. Nad nadací převzal patronát král Václav IV. Kamenolomy jsou ve vsi písemně doložené už v 15. století. Roku 1408 prodal Jan Otík z Tuchořic jeden z nich městu Žatec.
Od 13. století existovalo v Tuchořicích nepochybně panské sídlo. Jeho podoba se v průběhu staletí proměňovala. Je nanejvýš pravděpodobné, že stála v místech dnešního zámku. Rytíři z Tuchořic ale měli ještě jedno sídlo. Podle znění listin ležela nejpozději od začátku 15. století v bezprostřední blízkosti Tuchořic tvrz Újezd. Je písemně doložená mezi roky 1405 a 1478. V prvně uvedeném roce na ní sídlil Matyáš, bratr Otíka a Jana z Tuchořic. S velkou pravděpodobností ji lze klást asi půl kilometru severně od obce do místa kolem dokola ohrazeného umělým příkopem (50°17′26″ s. š., 13°39′34″ v. d.). Nasvědčuje tomu exponovaná poloha, povrchové sběry středověké keramiky a v neposlední řadě i místní tradice.

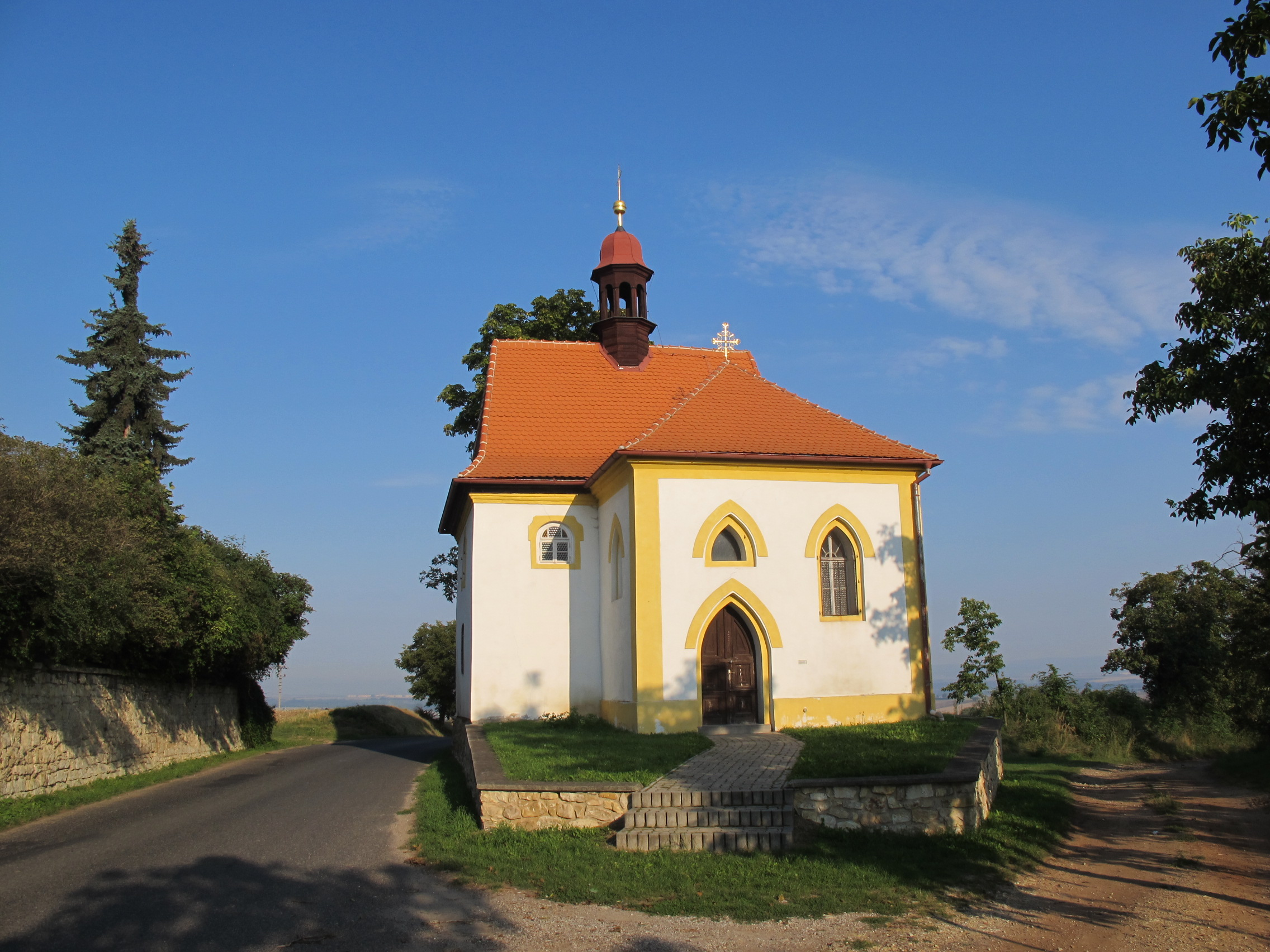
Kaple Nanebevzetí Panny Marie z roku 1666

 Poslední předbělohorský majitel Tuchořic, Adam Kaplíř ze Sulevic, se kolem roku 1628 z náboženských důvodů vystěhoval do Saska. Rok nato je daroval Ferdinand II. svému vojevůdci, generálu Janovi z Aldringenu. Když Aldringen roku 1634 padl při obraně Landshutu, postoupil císař Tuchořice jinému svému vojákovi, Achillovi ze Soye. Na počátku roku 1646 vypálili tuchořickou tvrz švédští vojáci maršála Wrangela.
Po ukončení třicetileté války, v roce 1649, koupil Tuchořice další voják, plukovník dragounů Martin Pachonhay. Vstoupil do historie vesnice tím, že nedaleko od ní nechal roku 1666 postavit kapli Nanebevzetí Panny Marie. Z té doby jsou díky berní rule (1654) k dispozici první kvalifikované údaje o velikosti Tuchořic. Bylo zde 28 statků, z toho 6 bylo pustých. Jména velké většiny majitelů usedlostí byla ještě česká.
V roce 1680 postihla Čechy velká epidemie moru a nevyhnula se ani Tuchořicím. Od června do prosince zde zemřelo kolem 50 osob, což byla asi šestina všech obyvatel. Oběti byly pohřbívány na poli u kaple. V 18. století patřily Tuchořice rodinám Hýzrlů z Chodů (do 1728) a Clary-Aldringenů (do 1803). V polovině 18. století už netvořily samostatnou ekonomickou jednotku, nýbrž byly spolu s Dubčany a Veleticemi součástí panství Dobříčany. Podle tereziánského katastru, vyhotoveného v rozmezí let 1748–1757, bylo ve vsi stále 28 zdaněných statků. Rustikál se rozkládal na 215 hektarech, z toho 2 hektary tvořily chmelnice. Na tuchořickém katastru byly tehdy v provozu dva vodní mlýny a dva větrné mlýny. Devět bohatých sedláků muselo robotovat tři dny v týdnu s koňským dvouspřežím, zbývající hospodáři pracovali na panském ručně 2 dny v týdnu. V josefínském katastru z roku 1785 už jsou jména tuchořických obyvatel až na výjimky všechna německá.
Z roku 1792 pochází první písemná zmínka o tuchořické škole. Nejprve se vyučovalo v bytě učitele, teprve v roce 1833 byla postavena samostatná školní budova. Roku 1823 koupili dobříčanské panství včetně Tuchořic Zessnerové ze Spitzenberga. V témže roce vyšel v Pražských novinách první článek o tuchořických zkamenělinách. První písemná zmínka o tuchořickém pivovaru pochází z roku 1828. Je ale pravděpodobné, že byl v provozu již dříve.
Po zrušení vrchnostenské správy v roce 1849 došlo i v Tuchořicích k volbě obecního zastupitelstva. Prvním starostou se stal Anton Tippner, který před tím zastával funkci rychtáře. Ve druhé polovině 19. století došlo v obci k velkému rozvoji chmelařství – v roce 1864 se chmelnice rozkládaly na 28 ha, což byla čtyřikrát větší rozloha než sto let před tím. Nejstarším spolkem ve vsi byl sbor dobrovolných hasičů, založený roku 1882. Tři roky nato byla na návsi postavena školní budova, ve které dnes sídlí obecní úřad. Za první světové války postihly Tuchořice velké ztráty. Podle nápisu na památníku 22 osob padlo, dalších 21 zemřelo v důsledku zranění a 9 bylo pohřešovaných.
Od konce 18. století žilo v Tuchořicích převážně německy mluvící obyvatelstvo. Často to byli potomci českých rodin, které ve vsi žily už v polovině 17. století. Zatímco v roce 1910 se k české národnosti hlásila jen 2 % obyvatel, po vzniku republiky, v roce 1930, to už bylo 17 %. Bylo to v důsledku příchodu českých kolonistů ze sousedních českých oblastí, kteří si zakoupili půdu v rámci pozemkové reformy. Česká menšina si v roce 1927 postavila vlastní školu, působila zde pobočka Národní jednoty severočeské. Po celé předválečné období měli v obecním zastupitelstvu, stejně jako ve všech obcích bývalého žateckého okresu, většinu poslanci Německého svazu zemědělců.
V říjnu 1944 byla poblíž Tuchořic omylem vysazena část partyzánského výsadku Jan Kozina. Několika jeho příslušníkům se podařilo prostřílet si cestu z obklíčení. Dostali se až do Železných hor, kde navázali kontakt s tamními odbojovými skupinami.
Po válce byli až na několik výjimek němečtí obyvatelé Tuchořic odsunuti. Týkalo se to 677 osob. Jejich místa zaujali dosídlenci ze sousedních okresů Rakovník a Louny a volyňští Češi. Ti pocházeli zejména z Kvasilova u Lvova. V roce 1950 bylo v obci založeno jednotné zemědělské družstvo, které se orientovalo na chmelařství. O dva roky později bylo v zámku zřízeno zemědělské učiliště. V roce 1970 se zámek stal sídlem ústavu sociální péče, který je v něm – pod názvem Domov „Bez zámků“ Tuchořice – dodnes. Roku 1981 se Tuchořice staly tzv. střediskovou obcí, pod níž spadalo jedenáct vesnic v okolí. Tento stav byl zrušen roku 1990, kdy proběhly komunální volby. Starostou se stal Ladislav Kubiska, který tuto funkci obhájil i v sedmi následujících volebních obdobích.

## Obyvatelstvo
Při sčítání lidu v roce 1921 zde žilo 811 obyvatel (z toho 353 mužů), z nichž bylo 101 Čechoslováků, 696 Němců a čtrnáct cizinců. Převažovala římskokatolická většina, ale kromě ní se třináct lidí hlásilo k evangelíkům, dva k církvi československé, sedm k izraelské, pět lidí příslušelo k jiným církvím a šestnáct jich bylo bez vyznání. Podle sčítání lidu z roku 1930 měla vesnice 924 obyvatel: 151 Čechoslováků, 756 Němců, tři Židé a čtrnáct cizinců. Kromě římských katolíků zde žilo také čtrnáct evangelíků, čtyři příslušníci církve československé, pět židů a pět lidí bez vyznání.
| Obec Tuchořice                                              | Obec Tuchořice | Obec Tuchořice | Obec Tuchořice | Obec Tuchořice | Obec Tuchořice | Obec Tuchořice | Obec Tuchořice | Obec Tuchořice | Obec Tuchořice | Obec Tuchořice | Obec Tuchořice | Obec Tuchořice | Obec Tuchořice | Obec Tuchořice |
|                                                             | 1869           | 1880           | 1890           | 1900           | 1910           | 1921           | 1930           | 1950           | 1961           | 1970           | 1980           | 1991           | 2001           | 2011           |
| ----------------------------------------------------------- | -------------- | -------------- | -------------- | -------------- | -------------- | -------------- | -------------- | -------------- | -------------- | -------------- | -------------- | -------------- | -------------- | -------------- |
| Obyvatelé                                                   | 1 687          | 1 756          | 1 694          | 1 775          | 1 672          | 1 508          | 1 651          | 908            | 806            | 823            | 764            | 696            | 689            | 651            |
| Místní část Tuchořice                                       |                |                |                |                |                |                |                |                |                |                |                |                |                |                |
| Obyvatelé                                                   | 826            | 866            | 848            | 945            | 900            | 811            | 924            | 565            | 541            | 556            | 504            | 477            | 477            | 470            |
| Domy                                                        | 117            | 117            | 127            | 157            | 175            | 170            | 184            | 367            | 175            | 140            | 130            | 146            | 159            | 162            |
| Data z roku 1961 zahrnují i domy z místní části Třeskonice. |                |                |                |                |                |                |                |                |                |                |                |                |                |                |

## Části obce
- Tuchořice
- Nečemice
- Třeskonice

## Pamětihodnosti

### Architektura
- Morový sloup se sochou Panny Marie na návsi[21] – sloup s plastikou Panny Marie (novodobá kopie) z doby po roce 1680, obklopený plastikami sv. Šebestiána, sv. Jana Nepomuckého, sv. Rozálie a sv. Rocha, pocházejícími z první poloviny 18. století. Roku 2008 sloup restauroval Michael Bílek.[22]
- Tuchořický zámek byl postaven v osmnáctém století,[23] ale dochovaná podoba pochází z 19. století.[24] Stavebně historický průzkum, který by případně odhalil starší části budovy, dosud nebyl proveden.
- Kaple Nanebevzetí Panny Marie za vsí – stavebníkem byl Martin Pachonhay, vysvěcena 1666. V roce 1885 přistavěna novogotická předsíň. Zařízení novodobé. Roku 1680 se u ní pohřbívaly oběti morové epidemie.
- Kaplička na návsi – z roku 1850.

### Přírodní památky
- Travertinová kupa – paleontologické naleziště s výskytem kosterních zbytků třetihorních šelem a měkkýšů.
- Miocenní sladkovodní vápence – vápencový lom s nálezy fosilií třetihorních organismů.
- Kozinecká stráň – fragmenty teplomilné doubravy s řadou význačných chráněných druhů rostlin a s bohatou populací třemdavy bílé.
- Na Spáleništi – lokalita s výskytem střebíčníku pantoflíčku
- Dub v Tuchořicích – památný strom, dvojkmen, roste severně od obce poblíž hráze rybníka.[25](50°17′24″ s. š., 13°39′36″ v. d.)

## Osobnosti
- V obci se narodil pozounista Josef Hilmer (1872–1930. Postupně hrál v orchestrech v Helsinkách, Oranienbaumu, Praze a Teplicích. Od roku 1903 byl profesorem na Pražské konzervatoři.[26]
- V Sokolu Tuchořice začínal v družstvu žáků svou kariéru český fotbalový reprezentant Petr Jiráček (* 1986). Hrál zde v letech 1991–1996.

## Galerie

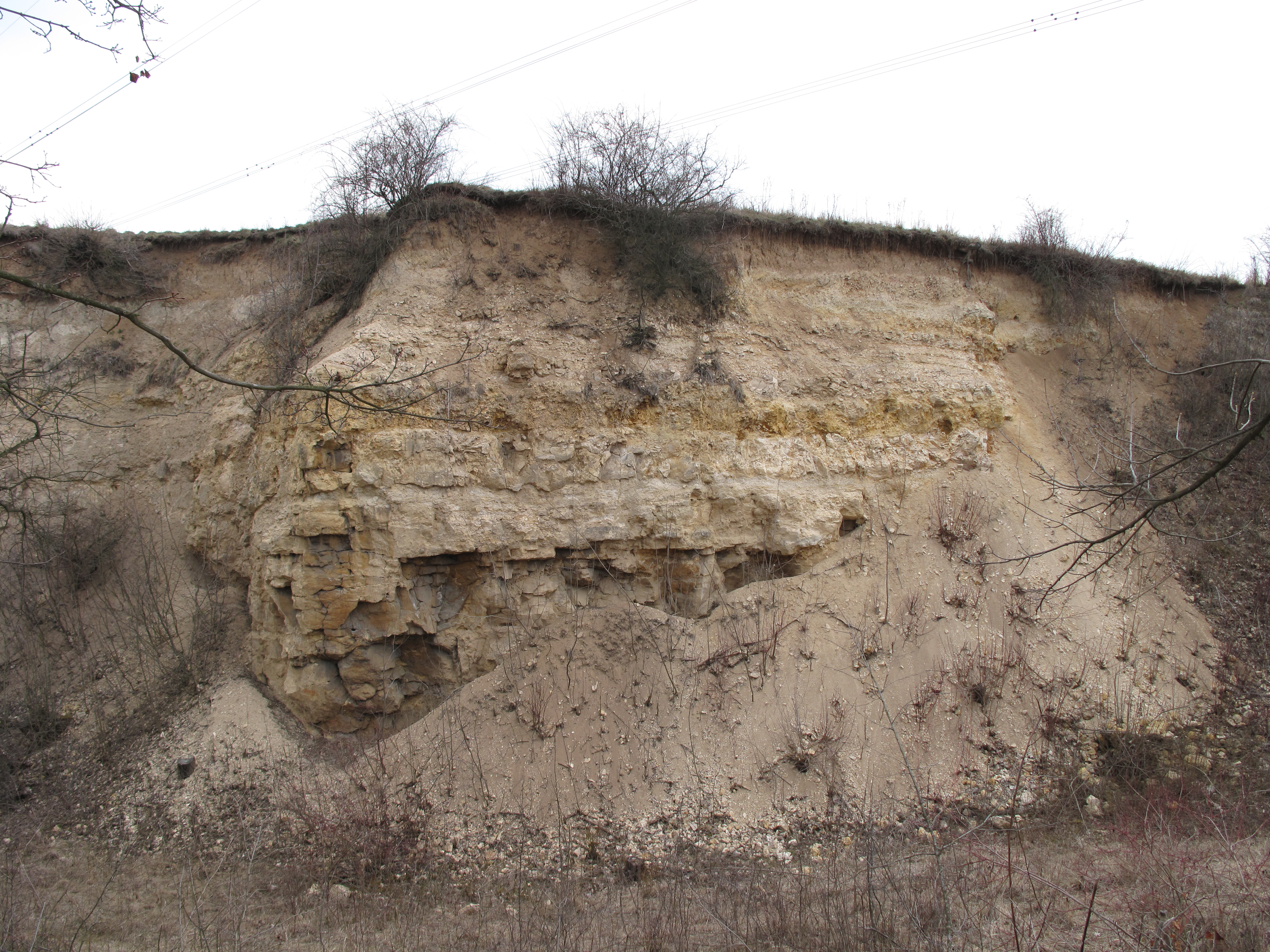
Přírodní památka Miocenní sladkovodní vápence
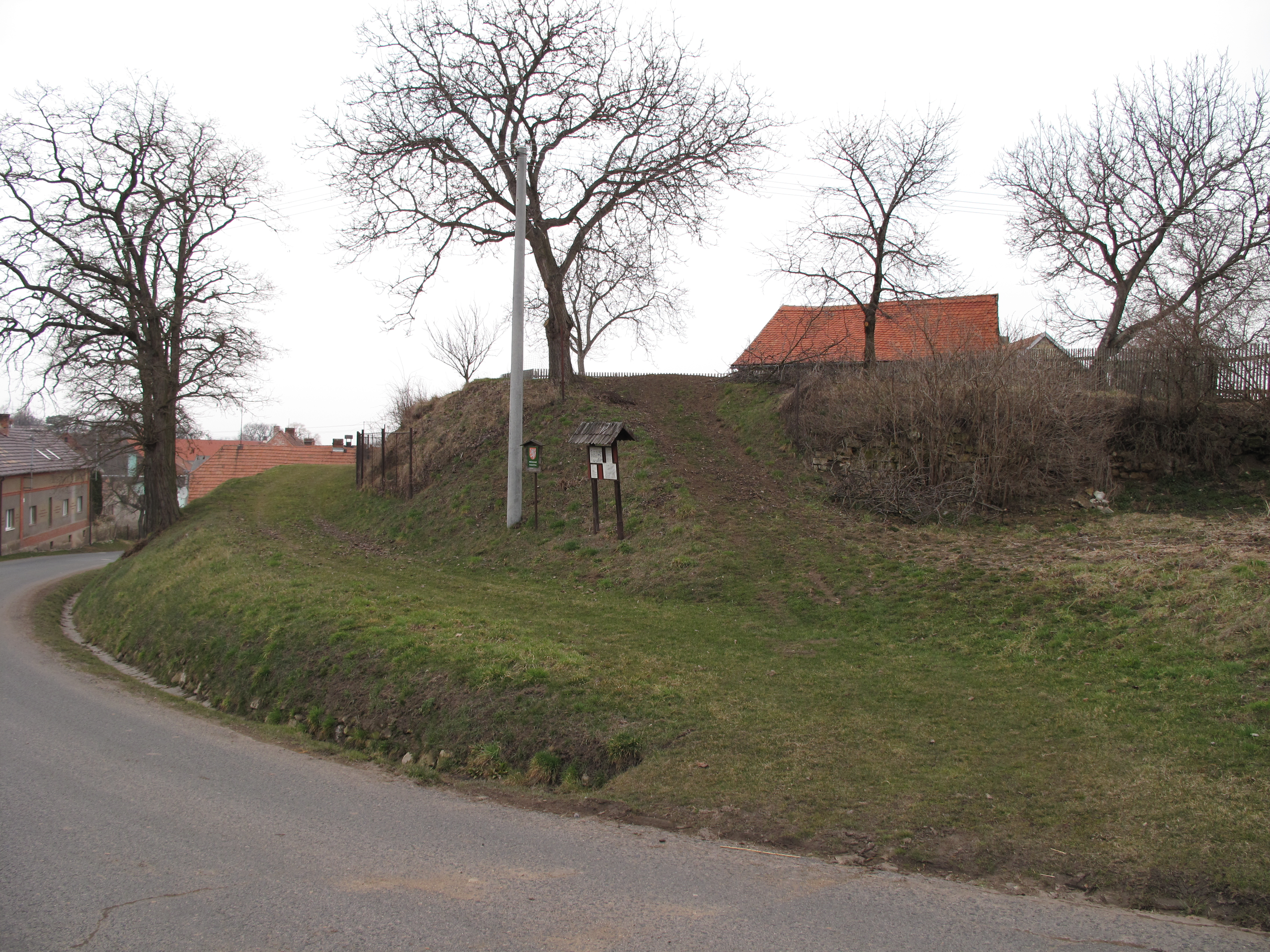
Přírodní památka Travertinová kupa
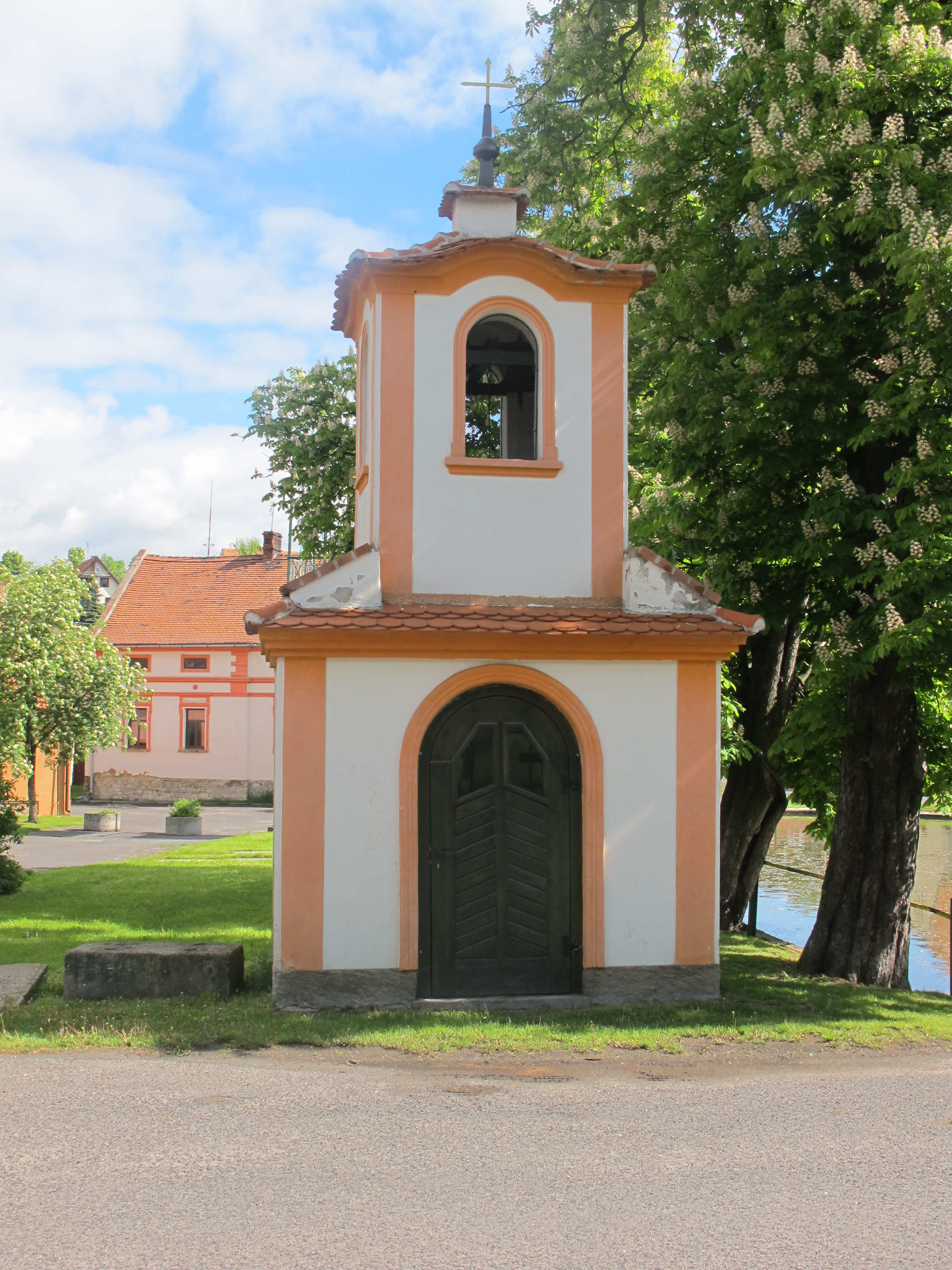
Kaplička na návsi z roku 1850
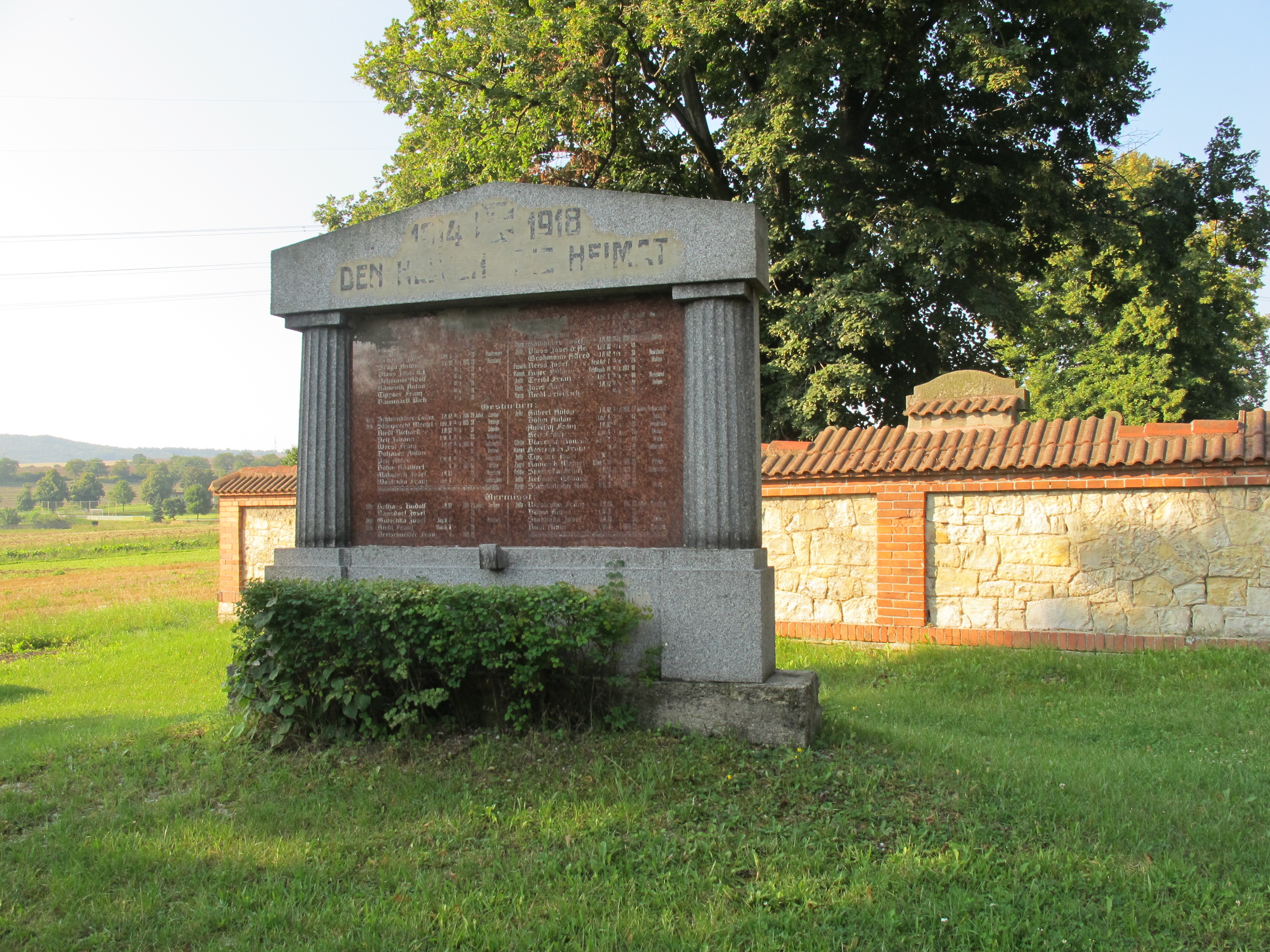
Pomník padlým v první světové válce
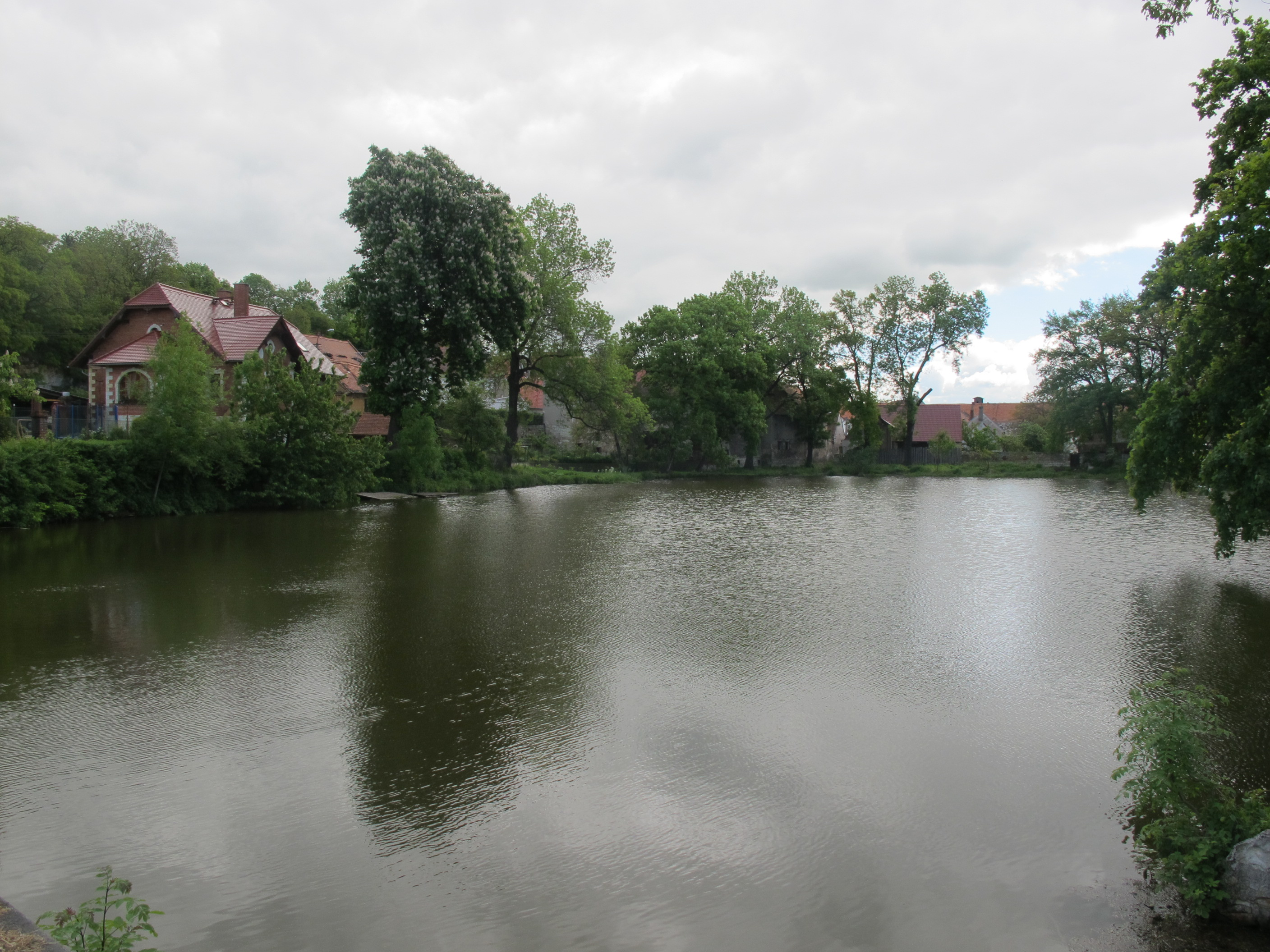
Prostřední rybník naproti zámku
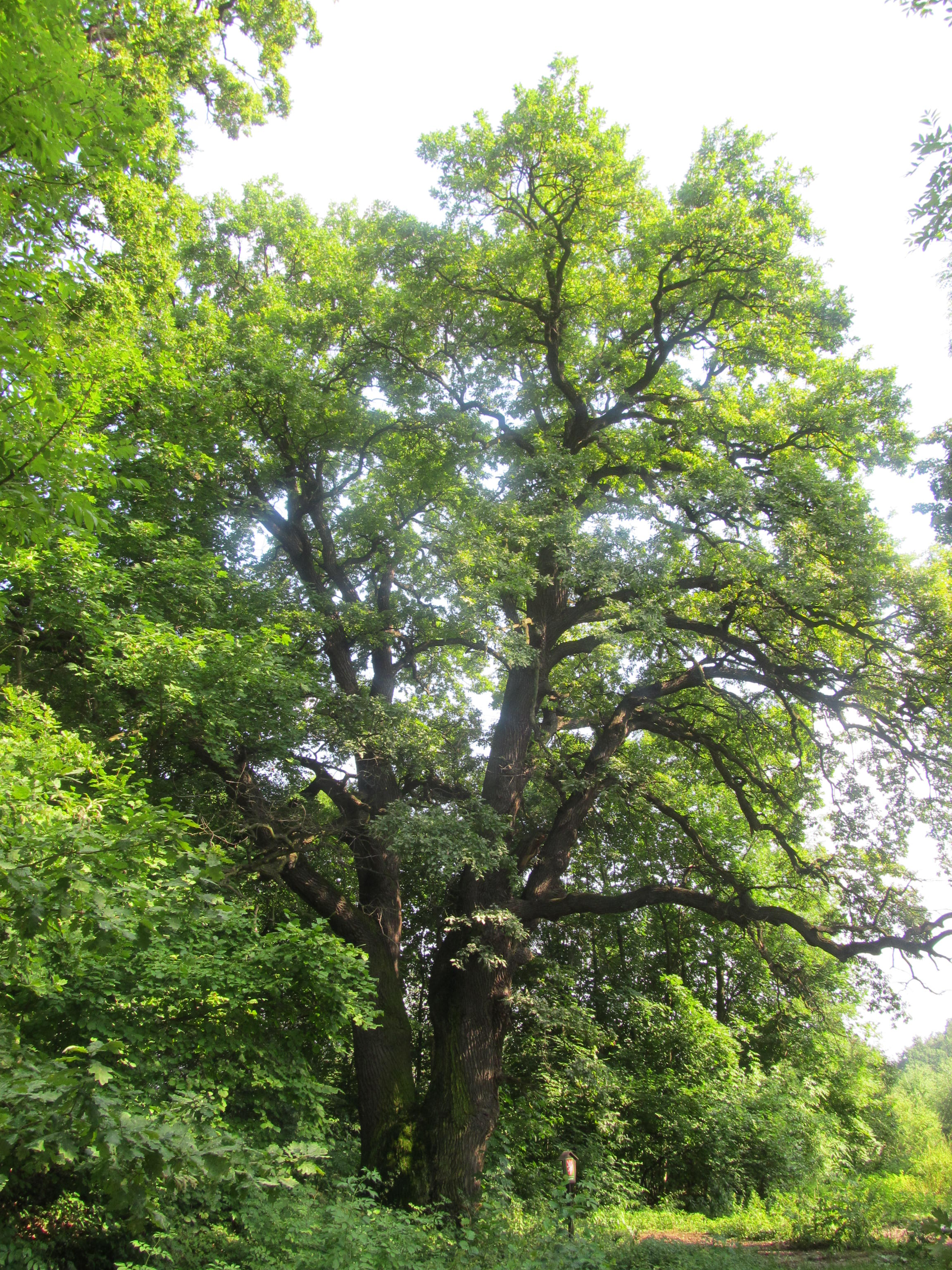
Památný dub